# 石庚
石庚（1926年11月—），男，直隶冀县人，中华人民共和国政治人物，曾任中共新疆维吾尔自治区党委常委、中共新疆维吾尔自治区纪委书记，新疆维吾尔自治区人大常委会副主任。